# Plaza Atatürk
La plaza Atatürk (en turco: Atatürk Meydanı) o Sarayonu es una plaza en el norte de Nicosia (en turco: Lefkoşa). Está en el centro de la parte turca de la ciudad. Era conocida como "plaza Konak" (en turco "Plaza Mansión") antes de los últimos años de la soberanía británica sobre la isla. La Columna de Venecia, que fue transportada desde las ruinas de Salamina, se encuentra en la plaza. La columna es de granito y se cree que fue traída del templo de Zeus en Salamina. Fue llevada a Nicosia desde Salamina en el año 1550 y se localiza en los alrededores de la "Mezquita Sarayonu". Fue colocada en su lugar actual en 1915 y luego fue decorada con un grabado del tiempo en el que se llevó a Nicosia y la fecha en que se erigió (1550 y 1915). En el norte de la plaza, hay una fuente construida durante el imperio otomano.